# Atherigona aberrans
Atherigona aberrans är en tvåvingeart som beskrevs av Malloch 1923. Atherigona aberrans ingår i släktet Atherigona och familjen husflugor. Inga underarter finns listade i Catalogue of Life.